# Astrogordius
Astrogordius is een geslacht van slangsterren uit de familie Gorgonocephalidae.

## Soorten
- Astrogordius cacaoticus (Lyman, 1874)